# سها سليمان
سها سليمان أمين عام الصندوق الاجتماعي للتنمية، تخرجت من قسم اللغة الإنجليزية في كلية التجارة جامعة القاهرة عام 1995. انها سها سليمان خفاجي، نعم انها من واحدة من أكبر الاسر واكثرهم كرم..
، مع ان العائلة منتشرة في الوطن العربي بالخصوص في مصر والعراق ويوكبيرهم لة في مصر كما يوجد في العراق
التحقت بالعمل المصرفي في نفس العام في البنك المصري الأمريكي في قطاع ائتمان الشركات. تقلدت سهى سليمان خلال العشرين عامًا الماضية العديد من المناصب القيادية في القطاع المصرفي، حيث تخصصت منذ عام 2008 في مجال المشروعات الصغيرة، وكانت تشتغل منصب رئيسة مجموعة تمويل الشركات الصغيرة بالبنك الأهلي المصري. نجحت خلال عملها في إبرام عدد من التعاقدات الدولية المباشرة مع الدول العربية والأجنبية ودول الاتحاد الأوروبي.